# Mellan-Kroksjön
Mellan-Kroksjön är en sjö i Kramfors kommun i Ångermanland och ingår i Ångermanälvens huvudavrinningsområde. Sjön har en area på 0,362 kvadratkilometer och ligger 339,1 meter över havet. Sjön avvattnas av vattendraget Kroksjöbäcken.

## Delavrinningsområde
Mellan-Kroksjön ingår i det delavrinningsområde (698482-157630) som SMHI kallar för Utloppet av Mellan-Kroksjön. Medelhöjden är 391 meter över havet och ytan är 5,26 kvadratkilometer. Räknas de 2 avrinningsområdena uppströms in blir den ackumulerade arean 7,75 kvadratkilometer. Kroksjöbäcken som avvattnar avrinningsområdet har biflödesordning 4, vilket innebär att vattnet flödar genom totalt 4 vattendrag innan det når havet efter 116 kilometer. Avrinningsområdet består mestadels av skog (81 procent). Avrinningsområdet har 0,37 kvadratkilometer vattenytor vilket ger det en sjöprocent på 6,9 procent.